# 666 – Traue keinem, mit dem du schläfst!
666 – Traue keinem, mit dem du schläfst! ist eine deutsche Filmkomödie aus dem Jahr 2002 von Rainer Matsutani. Einige Handlungsmotive sind sehr frei der Tragödie Faust von Johann Wolfgang von Goethe entlehnt.

## Handlung
Der Film ist eine moderne Faust-Version. Frank Faust geht einen Pakt mit dem Teufel ein, um seine Freundin Jennifer bis zur Walpurgisnacht zurückzugewinnen. Der Teufel in „Ausbildung“, Mephisto, verwandelt sich dafür in verschiedene Prominente (u. a. Heiner Lauterbach, Boris Becker, Verona Feldbusch und Claudia Schiffer), mit denen Faust gesehen wird. Dadurch wird Faust selbst Teil der Hautevolee und steht kurz davor, seine Freundin zurückzugewinnen.
Doch Mephisto entdeckt seine wahre sexuelle Ausrichtung. Er verliebt sich in Faust und will ihn nun für sich haben. Deswegen verhindert er die Versöhnung, indem er getarnt als Claudia Schiffer vorgibt, ein Verhältnis mit Faust zu haben. Faust, der nun in jedem potentiellen Partner Mephisto vermutet, verprügelt sogar seine Ex-Freundin Susi, da er sie für Mephisto hält, und verschreckt Jennifer so nur noch mehr – bis schließlich der Teufel, Mephistos Vater, persönlich eingreift, da er nicht zum Gespött der gesamten Hölle werden will. Jennifer trifft währenddessen ihren alten Verehrer Ralf Bauer wieder. Um eine Liaison zwischen den beiden zu verhindern, verwandelt sich Mephisto in Faust, schlägt Ralf Bauer nieder und versöhnt sich als dieser mit Jennifer. Ralf rächt sich, indem er Faust gleichfalls niederschlägt und mit Jennifer weggeht. Faust folgt den beiden in ein Restaurant und bittet Jennifer, sie zu heiraten. Ohne lange nachzudenken, willigt sie ein.
Doch die Zeit drängt, denn es ist nur noch eine Stunde bis zur Walpurgisnacht. Also beschließt der Teufel, sich in Jennifer zu verwandeln und Faust zu verführen, um so die Hölle zufriedenzustellen. Just nachdem sich Faust und „Jennifer“ versöhnt haben, taucht die echte auf und Faust wird gewahr, mit wem er da eigentlich geschlafen hat.
Um sich Fausts Schweigen zu erkaufen – es darf schließlich niemand erfahren, dass der Teufel auch Spaß an Sex mit Männern hat, entlässt er Faust aus seinem Pakt und der darf mit Jennifer glücklich werden.

## Kritiken
„Nach seinem gelungenen Kinodebüt ‚Nur über meine Leiche‘ (1995) hat Rainer Matsutani eigentlich nichts Prickelndes mehr hervorgebracht. Nun legt er einen nervigen Faust-Klamauk der albernsten Sorte vor. Denn diese Neufassung des Goethe’schen  Konzeptes hat weder Charme noch Verstand. Da können auch die albernen und dilettantischen Gastauftritte zahlreicher peinlicher Promis von Feldbusch bis Becker nichts retten.“

„Oskar Roehlers Suck my Dick lässt grüßen, und Helmut Dietl wird parodiert, wenn ein herrlich aufgelöster Liefers nicht mehr weiß, ob er gerade mit einer schönen Frau Sex gehabt hat oder mit Armin Rohde. Der beste Coup gelingt Matsutani am Ende, da tritt Mephisto Papa persönlich auf. Der Fürst der Finsternis wird dargestellt von Hanns Zischler mit augenzwinkernder Eleganz und satanischer Coolness. Der Wenders-, Thome- und van-Ackeren-Akteur, der immer gern Genregrenzen überschreitet, gibt den Oberteufel als Charleys Tante aus der Hölle. Vor allem in Zischlers Auftritten gelingt es Matsutani manchmal, der deutschen Komödie den Teufel der Spießigkeit auszutreiben.“

„Manche mögen sich zwar fragen, ob ein Film, in dem Schiffer, Becker und Feldbusch auf der Besetzungsliste stehen, nicht zwangsläufig ein Horrorfilm ist, aber so schlimm ist es nicht. Die Schiffer spielt besser als man glaubt, Boris Becker muss noch ein bisschen üben und die Feldbusch wollte doch ohnehin Kinder kriegen und aufhören zu arbeiten, oder?“

„Herausgekommen ist ein hochkommerzielles Produkt – wie maßgeschneidert für den deutschen Markt. Allein die herrlichen Szenen mit Boris Becker sollten einen Kinobesuch wert sein. Dass die mephistotelischen Metamorphosen tricktechnisch kein Hollywood-Niveau erreichen, verschmerzt man dabei gerne, denn ‚666‘ spielt seine Trümpfe auf anderem Gebiet aus – und das mit Genuss!“

„Trotz zahlreicher Prominenter in Cameo-Auftritten ein arg dünner Spaß, der sich in groben inszenatorischen Dilettantismus und ein aufdringliches Gemisch aus Peinlichkeiten flüchtet.“

Die Deutsche Film- und Medienbewertung FBW in Wiesbaden verlieh dem Film das Prädikat wertvoll.